# Plage du Somorrostro
Pour les articles homonymes, voir Somorrostro.
La plage du Somorrostro est une plage du quartier de la Barceloneta dans le district de la Vieille ville à Barcelone, haut lieu de la guerre d'Espagne popularisé par la photographie Soldate républicaine à Barcelone de la reporter de guerre allemande Gerda Taro.
Elle se situe entre la plage de la Barceloneta et celle de la Nova Icària, devant l'Hôpital de la Mer, centre hospitalier barcelonais célèbre depuis le film Tout sur ma mère de Pedro Almodóvar.

## Dénomination
La plage tient son nom de l'ancien quartier côtier du Somorrostro, d'où est notamment originaire la danseuse et chanteuse Carmen Amaya (1918-1963).

## Localisation
Cette plage historique est située au sud du port olympique de Barcelone. Elle est accessible par la station Ciutadella-Vila Olímpica de la ligne 4 du métro de Barcelone.

## Postérité

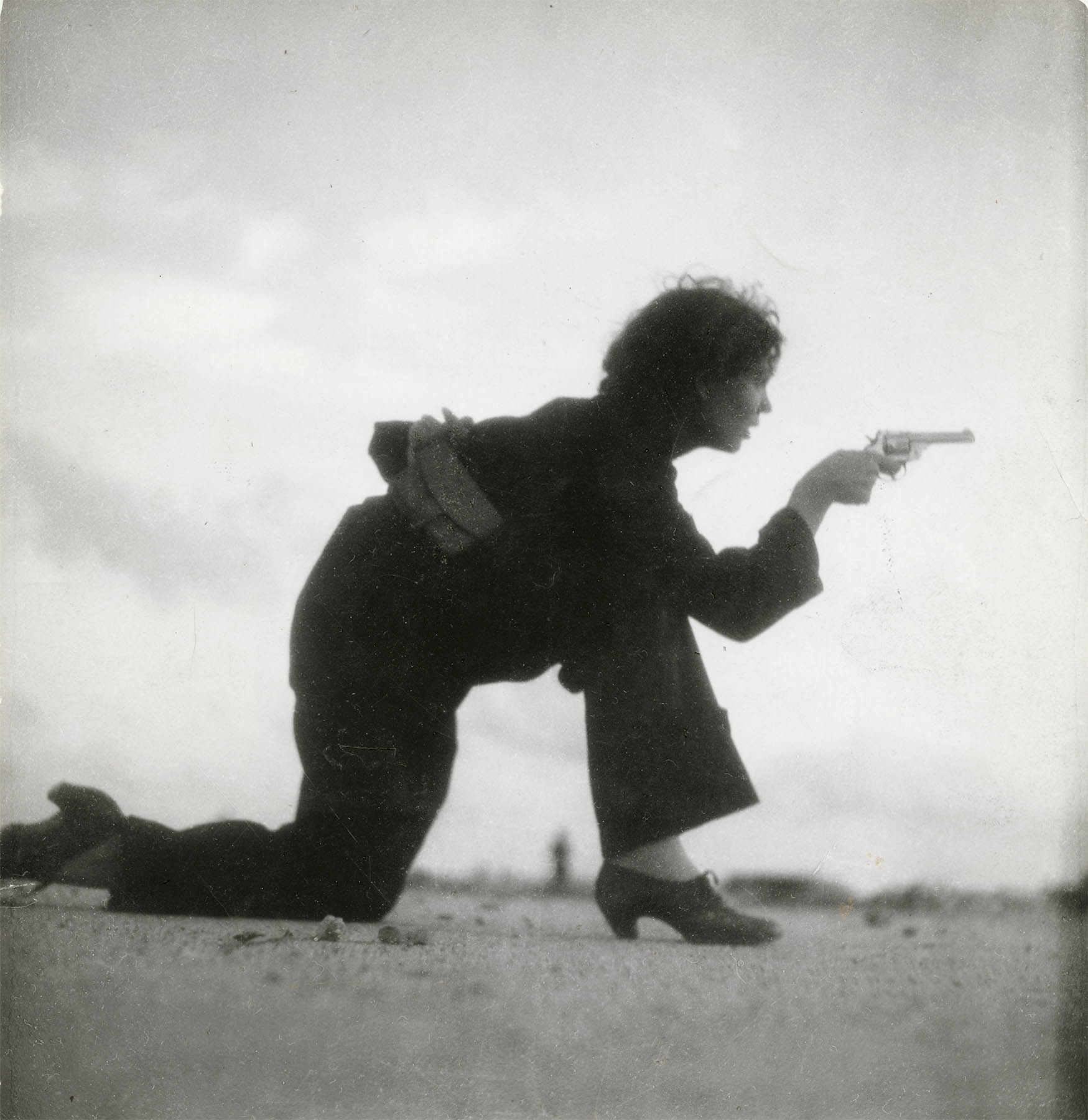
Soldate républicaine à Barcelone, photographie de Gerda Taro en 1936.

La plage est historiquement célèbre pour avoir été la scène de la photographie Soldate républicaine à Barcelone de Gerda Taro en 1936 au début de la guerre d'Espagne.
Elle est une plage iconique de ce conflit et de l'histoire de Barcelone durant la dictature franquiste.
En 1963, le lieu est immortalisé dans le film Los Tarantos du réalisateur catalan Francesc Rovira-Beleta, dans lequel joue Carmen Amaya, née dans le quartier.
De nos jours, la plage est riveraine, au sud, du port olympique de Barcelone, lieu créé à l'occasion des Jeux Olympiques d'été de 1992, et de la célèbre sculpture monumentale Le Poisson de l'architecte Frank Gehry.

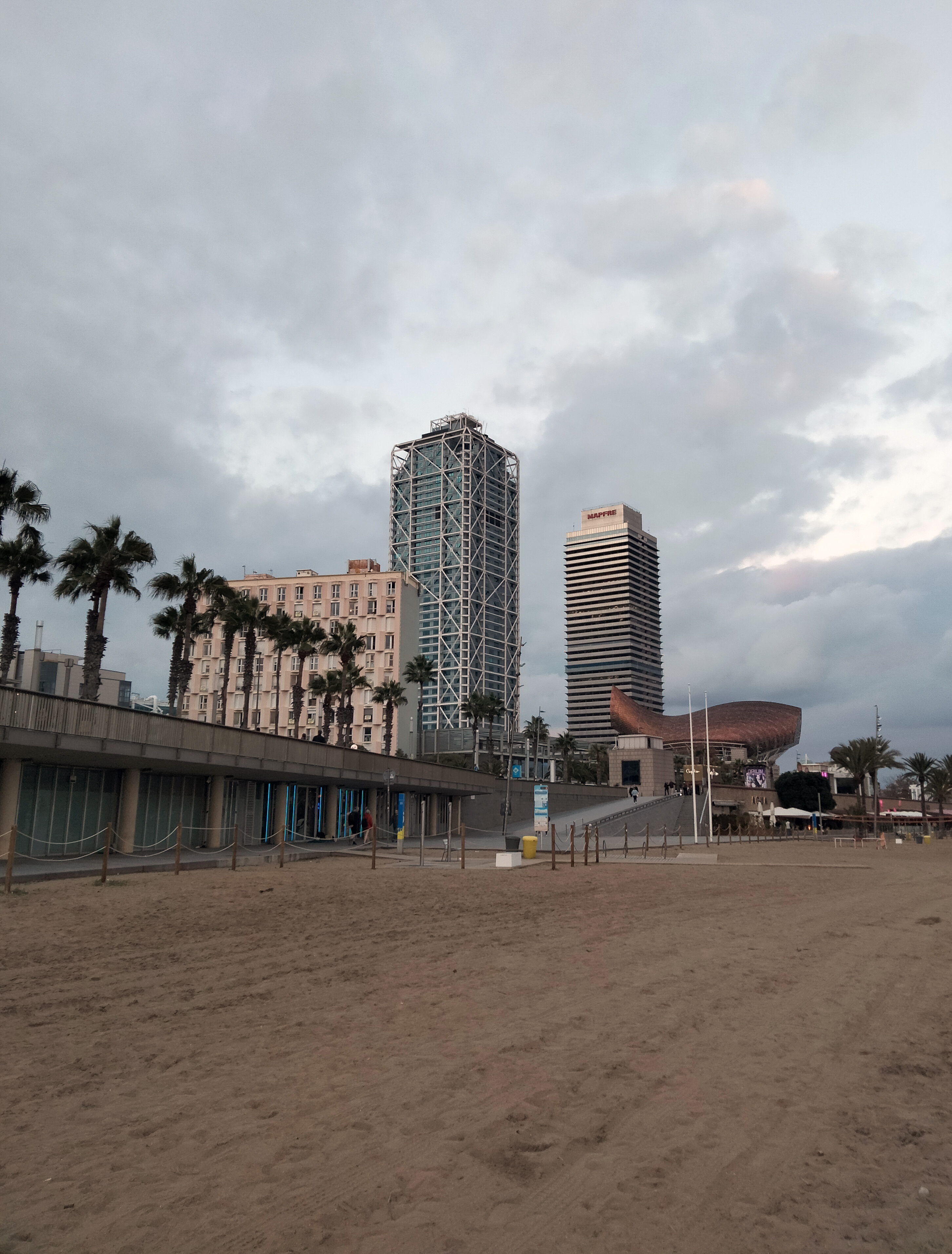
La plage du Somorrostro de nos jours, avec en arrière-plan : la tour Mapfre, l'Hôtel Arts et le Poisson de Frank Gehry.